# Nationalisme chypriote turc
Le nationalisme chypriote turc, également connu sous le nom du turcisme chypriote, est une forme de nationalisme ethnique qui met l'accent sur le caractère turc de la nation chypriote. C'est favorable à l'indépendance de la république turque de Chypre du Nord et soutient essentiellement que cette dernière demeure indépendante de la Turquie, tout en s'opposant à l'idée d'une Chypre unie avec la république de Chypre dominée par la Grèce. L'objectif du taksim, c'est-à-dire la division de l'île de Chypre en parties turque et grecque, est largement répandu parmi les nationalistes chypriotes turcs. Néanmoins, un nombre considérable d'entre eux souhaitent l'annexion de toute l'île de Chypre par la Turquie,.

## Histoire

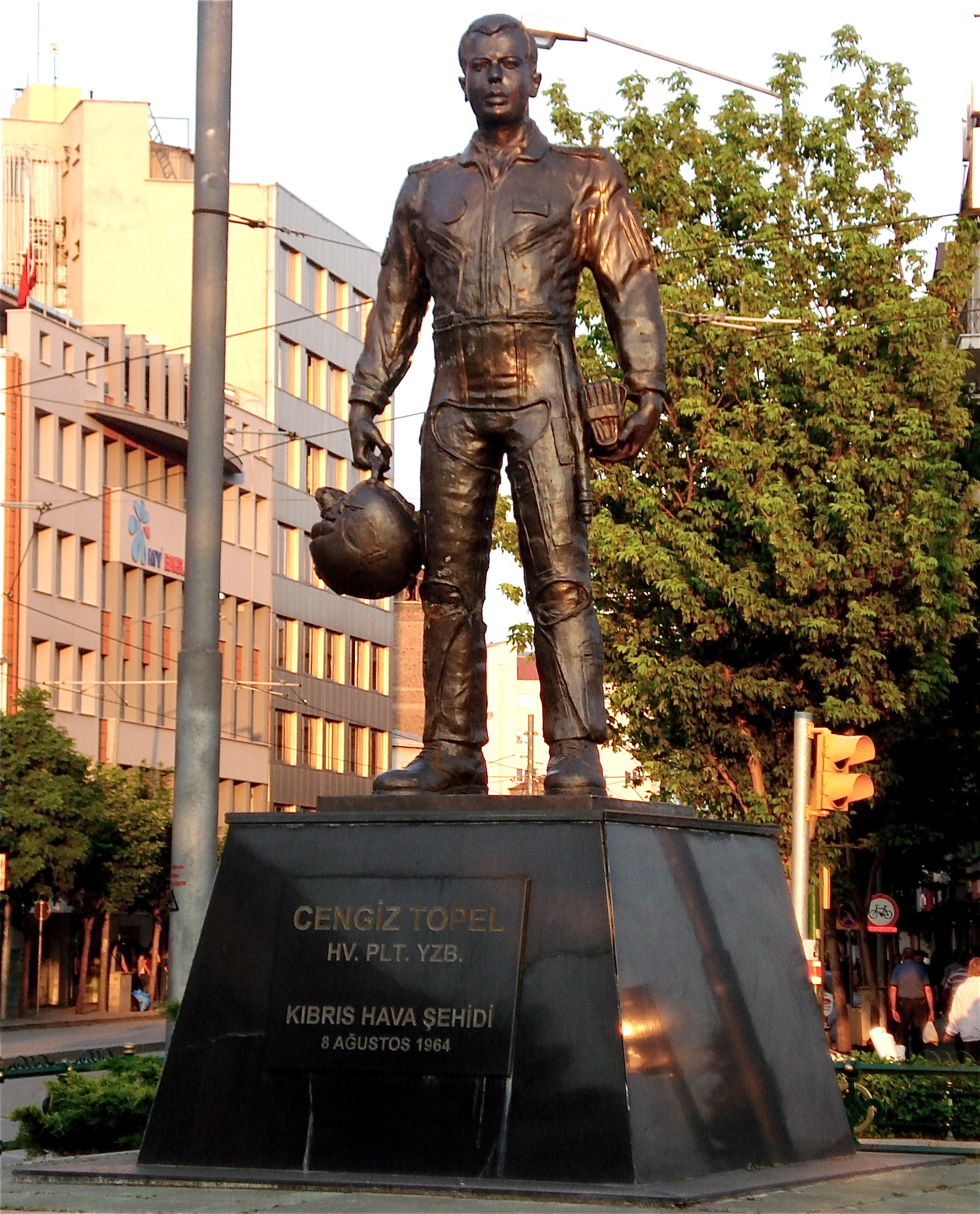
Statue du pilote turc Cengiz Topel à Eskişehir, en Turquie. Topel était l'un des pilotes envoyés par la Turquie pour bombarder les positions grecques à Kókkina en août 1964. Il y a été capturé et torturé à mort. Topel est un symbole important du nationalisme turc à Chypre, et il est connu comme le « premier martyr de Chypre » en Turquie et dans le nord de Chypre.

En 1911, des rassemblements contre l'Énosis (unification de Chypre et de la Grèce) sont organisés par les Chypriotes turcs autour de l'île. Ces rassemblements constituent le premier incident majeur du nationalisme chypriote turc au XXe siècle, et la première action organisée contre l'Énosis par les Chypriotes turcs. Les années 1920 sont une décennie décisive en termes de compartiments ethno-religieux plus stricts ; de ce fait, les Chypriotes turcs restés sur l'île adoptent peu à peu l'idéologie du nationalisme turc en raison de l'impact de la révolution kémaliste.
Dans les années 1950 et 1960, le nationalisme chypriote turc se développe principalement en réaction au nationalisme grec et chypriote grec et à leur désir de réalisation de l'Énosis,,. Dans un premier temps, les Chypriotes turcs sont favorables au maintien de la domination britannique. Cependant, ils sont alarmés par les appels à l'Énosis lancés par les Chypriotes grecs, constatant que l'union de la Crète à la Grèce avait entraîné l'exode des Turcs crétois, ce qui constituait un précédent à éviter,, et prennent une position partisane face à l'activité militante de l'EOKA. Le slogan « Taksim ou la mort » est fréquemment utilisé lors des manifestations chypriotes turques et turques à la fin des années 1950 et tout au long des années 1960. Bien qu'après les conférences de Zurich et de Londres, la Turquie semble à la fois accepter l'existence de l'État chypriote et se distancier de sa politique de partage de l'île, l'objectif des dirigeants turcs et chypriotes turcs reste la création d'un État turc indépendant dans la partie nord de l'île.
Le 6 août 1964, des unités de la Garde nationale chypriote et des groupes armés chypriotes turcs commencent à s'affronter près de Kókkina. Le 8 août 1964, après avoir attendu près de deux jours, la Turquie intervient, lorsqu'il était devenu évident que les Chypriotes grecs ne se retireraient pas de Kókkina, mais se contenteraient d'engager des forces de siège de plus en plus nombreuses jusqu'à ce que les Chypriotes turcs soient à court de fournitures. Cet incident marque un tournant important dans le nationalisme tant turc que chypriote turc, et  provoque une montée massive des opinions nationalistes parmi les Chypriotes turcs. Cette augmentation est majoritairement favorable à l'idée d'une annexion turque de Chypre,.
Le 20 juillet 1974, la Turquie envahit l'île à la suite d'un coup d'État parrainé par la junte grecque contre le président Makários III, dans le but d'unifier l'île à la Grèce.